# 大岡昇平
大岡昇平（日语：／ Ōoka Shōhei，1909年3月6日—1988年12月25日），日本小說家、評論家、翻譯家。

## 生平
1909年（明治42年）3月6日，大岡昇平於東京市牛込區新小川町出生。父親大岡貞三郎是和歌山市近郊農家三男。
1919年（大正8年），大岡昇平發表「紅鳥」童謡。 
1921年（大正10年）4月，大岡昇平就讀青山学院中学部、受到基督教吸引。秋、母・つるが芸妓だったことを知った。
1929年（昭和4年）4月，大岡昇平就讀京都帝國大學文學部。大岡昇平與河上徹太郎、中原中也創立雜誌「白痴群」。

## 关联人物
- 小林秀雄
- 中原中也
- 中村光夫
- 福田恆存
- 吉田健一
- 埴谷雄高
- 武田泰淳
- 三島由紀夫
- 大江健三郎
- 正岡忠三郎
- 天野太郎

## 外部連結
- 大岡昇平｜新潮社（页面存档备份，存于）
- 大岡昇平を歩く（页面存档备份，存于）